# 泽农·卡拉韦拉
泽农·卡拉韦拉（Zenon Caravella，1983年3月7日—）是一名澳洲足球運動員，在凱恩斯出生。司職攻擊中場，現效力澳洲職業聯賽球隊黃金海岸聯。

## 職業生涯
卡拉韦拉在NSL展開足球生涯，2001年加盟悉尼奧林匹克。到了2005年轉投新西蘭騎士足球俱樂部。
2006年1月，卡拉韦拉轉赴荷蘭發展，加盟阿梅爾城。
卡拉韦拉於2006年夏天曾到當時意乙球會巴里以及皮亞琴察試腳。
2008年12月3日卡拉韦拉返回澳洲，與澳職球隊黃金海岸聯簽約 ，他為球隊射入的第一球是2009年1月29日主場對墨爾本勝利，結果球隊靠著他的入球最終以1－0擊到對手。
2010年7月，曾傳出應屆土耳其超級聯賽冠軍布爾薩以30萬澳元收購卡拉韦拉，但事情最終不了了之。
2010年12月，香港有線電視球彩台一名女主持，在一場澳職聯直播賽事中，指卡拉韦拉將會加盟香港甲組足球聯賽球隊南華，及後證實消息只屬誤傳。

## 個人生活
卡拉韦拉是意大利後裔，其父親是前足球員Frank Farina。

## 外部連結
- Gold Coast United profile
- Oz Football profile （页面存档备份，存于）